# Windwardside
Windwardside es la segunda ciudad más grande de la isla de Saba,  un territorio dependiente de los Países Bajos en el mar Caribe. Fue llamado así por estar en el lado llamado "barlovento" de la isla. Una caminata por escaleras hasta la cima del monte Scenery puede comenzar desde la carretera a las afueras de Windwardside. Dos bancos y varias tiendas de buceo, así como varias tiendas de recuerdos, tiendas de regalos, etc., se encuentran aquí. También hay un museo marítimo lleno de historia local. El pueblo de Windwardside también cuenta con varios hoteles y posadas que sirven sobre todo los turistas que vienen a la isla para bucear y disfrutar de la naturaleza del Caribe. Posee 418 habitantes para el censo de 2001.